# Tony van Hulst
Antonius (Tony) van Hulst (Den Haag, 4 oktober 1918 – Hilversum, 19 december 1999) was een Nederlands zanger, gitarist, contrabassist en arrangeur binnen de lichte muziek.

## Loopbaan
Hij was een zoon van huisschilder Antonius Johannes van Hulst en Dina Meulenbroek. Het paar kreeg ook in 1923 een zoon.
Zijn opleiding wees echter een andere muzikale richting aan; hij studeerde contrabas aan het Haags Conservatorium. Daar kreeg hij ook zangles van Kees Smulders. Hij werkte na zijn studie als freelancemuzikant, maar sloot zich in 1945 als contrabassist aan bij het Radio Philharmonisch Orkest (klassieke muziek). Van daaruit maakte hij de overstap naar het Metropole Orkest, alwaar hij zong, baste en gitaar speelde binnen de lichte muziek. Weer later kwam daar de functie van arrangeur bij.
Hij deed als zanger mee aan het Nationaal Songfestival 1959 en versie 1960. In 1959 zong hij Kleine zilv’ren ster en Angeline. In 1960 zong hij het liedje Addio (muziek Louis Noiret; tekst Nick Holwerda), waarvan in maart 1960 een single verscheen op Omega (B-kant Ieder uur van de dag). De beelden van zijn optreden uit 1960 onder begeleiding van het Metropole Orkest onder leiding van Dolf van der Linden zijn bewaard gebleven. Het festival 1960 werd uiteindelijk gewonnen door Annie Palmen met Wat een geluk.
Hij speelde als Tony van Hulst mee op plaatjes uitgegeven door Johnny Meijer, Theo Wijnen, Sem Nijveen, Joop Korzelius, Seaside Quartet (van Dick Schallies), Ans Heidendaal, Malando en zijn orkest, etc. Hij was enige tijd lid van het orkest van Boy Edgar.